# 藥師琉璃光如來本願功德經
藥師經，全稱藥師琉璃光如來本願功德經（梵文：Bhaiṣajyaguru-vaiḍūryaprabha-rāja-sūtra），收於《大正藏》經集部，又名《十二神將饒益有情結願神咒經》。本經敍述藥師佛於過去世修菩薩行，為利導眾生發十二大願，著重於對眾生現世病苦災厄的救濟和獲得福樂。

## 題解
藥師琉璃光如來又稱藥師佛，是救濟世間疾苦的大醫王。「藥師」，佛教說佛陀為無上醫王或大藥師，「琉璃」，也寫作“瑠璃”，梵語“薜琉璃”的略譯，是一種極稀有的寶物。
「本願功德」，願是願欲，本願即菩薩所發弘願，由其本願所產生的功德，即為本願功德。

## 傳譯
本經傳來中國，共有四次翻譯：
- 東晉‧帛尸梨密多羅所譯《灌頂拔除過罪生死得度經》，附於《灌頂大神咒經》中。(有學者推測本經即是慧簡法師所譯出的《藥師琉璃光經》)
- 隋‧達磨笈多所譯《藥師如來本願經》。
- 唐‧玄奘所譯《藥師琉璃光如來本願功德經》，本經本無神咒以及八菩薩的各別名號[3]；今之八菩薩名，乃後人依《灌頂拔除過罪生死得度經》添入成現今流通的譯本。此本流通最廣。
- 唐‧義淨所譯，經名《藥師琉璃光七佛如來本願功德經》，內容較前譯為廣。前者只說藥師淨土，義淨譯則有善名稱吉祥王如來、寶月智嚴光音自在王如來、金色寶光妙行成就如來、無憂最勝吉祥如來、法海雷音如來、法海勝慧遊戲神通如來、藥師琉璃光如來，七如來佛淨土。

西藏譯本有二種，一種相當於玄奘所譯，另一譯相當於義淨譯本。一九三一年在吉爾吉特附近一個卒塔婆中，考古學家發現了幾部梵本《藥師經》。

## 內容
本經為佛陀應曼殊室利（文殊師利菩薩）的啟請，說明東方淨琉璃世界藥師如來的功德，並詳述藥師如來因地所發的十二大願：生佛平等願、開曉事業願、無盡資生願、安立大道願、戒行清淨願、諸根具足願、身心康樂願、轉女成男願、回邪歸正願、從縛得脫願、得妙飲食願、得妙衣具願。
此「十二大願」是藥師如來在「因地」修行的廣大行願，而其果德，也就是受報國土東方淨琉璃世界。藥師佛注重為眾生求得現世的安樂，以念佛、持咒、供養等善巧方便度化眾生，經中並宣說為現世眾生救病、救國難、救眾難，用以消災延壽的法門。

## 注解
本經之註疏有《藥師經疏》（大正藏 No. 2766）、《藥師經疏》（大正藏 No. 2767）、 《藥師經古跡》二卷（新羅．太賢撰）、《藥師經燈燄》一卷（清．淨挺著）、《藥師經直解》一卷（清．靈耀撰）、《藥師經講記》（民國．太虛大師講，竺摩記）、《藥師經講記》（民國．印順導師講，妙峰、常覺記）等。並傳有眾多念誦、觀行儀軌等行法。

## 影響
戴季陶（1891－1949）曾啟建藥師法會，作為消災解厄、護國佑民之用，並撰寫「現代版藥師佛十二大願」：
- 政本優生，使一切人民身心美善、
- 發揚慧力，使一切人民本力充實、
- 四攝六度，使一切人民萬事咸宜、
- 服務社會，使一切人民捨身救世、
- 精嚴戒律，使一切人民身心清淨、
- 重視醫衛，使一切人民疾病得治、
- 設醫施藥，使一切人民脫貧離病、
- 尊重女性，使一切女子受平等福、
- 樹立正法，使一切正法教育实行、
- 改良刑政，使一切人民不觸法網、
- 重視民生，使一切人民溫飽並受教育、
- 物產配宜，使人民所需充足，禮樂文明。

## 外部連結
- 四大淨土比較研究節錄--藥師佛部分
- 寂護與藥師佛信仰在西藏的開端
- 敦煌藥師經變研究 （页面存档备份，存于）
- The Sutra on the Original Vows and Merits of the Medicine Master Lapis Lazuli Light Tathagata (藥師琉璃光如來本願功德經) （页面存档备份，存于）: English Translation by the Chung Tai Translation Committee